# جيلي عبد الرحمن
جيلي عبد الرحمن (1931 - 24 أغسطس 1990) شاعر وناقد وأكاديمي سوداني. ولد صاي بالسودان الشمالي، ونشأ في أنشاص الرمل قرب بلبيس بعد أن هاجر والده سنة 1934 فعاش معظم حياته في المملكة المصرية. ترأس القسم الأدبي بجريدة «المساء» في أواخر الخمسينات. ذهب لإكمال دراسته إلى روسيا وحصل على الدكتوراه في النقد الأدبي ومناهجه، واستمر في نشاطه الأدبي. واشتغل بالترجمة الأدبية من الروسية إلى العربية. عمل عدة سنوات في جامعة عدن باليمن. توفي عن عمر 60 عامًا في القاهرة بعد صراع مع الفشل الكلوي.

## سيرته
ولد جيلي/جَيْلي عبد الرحمن سنة 1931 في قرية صاي بالسودان الشمالي ونشأ في أنشاص الرمل بمحافظة الشرقية المصرية. تلقى تعليمه الأولى بالخلوة/الكُتّاب. هاجر والده إلى القاهرة سنة 1934 بعد أن طرده الإنجليزية من كلية جوردون. دخل الأزهر سنة 1947، ونشأ فيها بين عابدين وإنشاص حيث كان يعمل والده مسؤولًا عن قصر الملك الفاروق في إنشاص بالشرقية.

ارتاد هو ورفاقه صالون المفكر سلامة موسى وندوة خالد الجرنوسي وغيرها من المنتديات. القت به قصيدته «خواطر سجين» إلى الاعتقال وطرده إلى السودان. إلى أن أفرج عنه عام 1953. دخل الصحافة المصرية وعمل في جريدة الشعب مع عبد الرحمن الشرقاوي الذي أثر فيه كثيرًا، ثم في جريدة «المساء» من 1956 حتى 1961 رئيسًا للقسم الأدبي بها. سافر إلى الاتحاد السوفيتي عام 1962، وعاد إلى مصر في يوليو 1964، لكن السلطان أنذاك أعادته على نفس الباخرة التي جاء بها من الاتحاد السوفيتي. وفي مسكو، التحق بمعهد جوركي للآداب سنة 1967، وحصل على الماجستير، ثم الدكتوراه من معهد الاستشراق التابع لأكاديمية العلوم السوفيتية 1975. وبعد تخرجه عمل أستاذًا، وتزوج من زميلته الأوزبكية المسلمة.

عمل منذ 1977 أستاذًا في جامعة عدن‌ في اليمن، واستقر بها حتى 1983، وعمل بعد ذلك في جامعة الجزائر حتّى توفي بالقاهرة يوم 24 أغسطس 1990/ 3 صفر 1411. وكان يستعد لإصدار ديوانه الثالث «بوابات المدن الصفراء» فعاجله الموت، حيث بقي أكثر من سنتين في المستشفيات المصرية يتعالج من الفشل الكلوي، حتى أفقده السمع في الفترة الأخيرة من حياته.

## شعره
برز بوصفه أحد الشعراء السودانيين البارزين في النصف الثاني من القرن العشرين. كتب زكريا الحجاوي بعد 1952 عن «شعراء سودانيين تنتظرهم زعاة الشعر» وعدّ «جيلي عبد الرحمن، وتاج السر الحسن، ومحمد الفيتوري، ومحيي الدين فارس، وحسن عباسي صبحي» وقد سمّاهم محمد النويهي بشعراء المهجر الجديد. نشر جيلي عبد الرحمن قصيدته «هجرة من صاي» وهي من بواكير قصائده، فلمع اسمه. وفي 1955 نشر قصيدته «مولد» في مجلة روز اليوسف، بعد أن شجعه محمود أمين العالم وأحمد بهاء الدين. «وكان حدثًا غير مسبوق أن تنشر روز اليوسف شعرًا.»
في 1956 أصدر مع تاج السر الحسن ديوانهما الأول «قصائد من السودان» مما لفت الانتباه إليهما. ثم توالي صدور دواوينه، فصدر مجموعته الثانية «الجواد والسيف المكسور» 1976، ثم «الحريث وأعلام العودة» و«القبر المغبون» و نشرت بعد وفاته «بوابات المدن الصفراء» 1994. بعد أن دخل الصحافة الأدبية في أواخر الخمسينات، انغمس بشعره الواقعي في الاشتراكية والقضايا القومية. تعد الفترة التي قضاها في روسيا فترة فارقة، «إذ كان لها تأثيرها على نتاجه الأدبي الذي استم بتجاربه العميقة في الحياة وبشحذ أدواته الفية.» 

اشتغل بالترجمة الأدبية، وقد ترجم إلى العربية قصائد من الشعر الروسي،‌ من بوريس باسترناك، يفغيني يفتوشينكو، كانتبيایف، ورسول حمزاتوف. برأي عبد الرحمن عوض «ولئن كانت الغربة قد أعطت لجيلي فرصة تأمل الحياة، فإنها حرمته في نفس الوقت من الاستقرار النفسي والذهني. وقد اضطر للعمل محرّرًا بالصحافة الأدبية مما عوق انتاجه الأدبي، كذلك فإن حياة الأكاديمية جعلته يتوارى إلى حد ما عن الساحة الإبداعية، فجاءت دواوينه متباعدة المدى غير متسقة مع مراحل تطوره الفني.» جاء عنه في معجم البابطين «تمتزج جماليات قصيدة الستينيات بالاتجاه السياسي السائد، فالطابع السردي يشكل امتداد الرؤية، وجوهر المحكي يكشف عن موقف، وتوزيع الكلام على طريقة قصيدة التفعيلة يحدد موقع الشاعر في قضية التجديد.» 

## مؤلفاته
- قصائد من السودان القاهرة، مصر 1956.
- (كتاب شعر) الجواد والسيف المكسور،[7] 1968 وأعيد نشره في عام 1985.
- كما نشر جيلي كتابا في الدراسات السياسية بعنوان «المعونات الاجنبية وأثرها على استقلال السودان» كتب جيلي هذا الكتاب بالتعاون مع صديقه الشاعر تاج السر الحسن في عام 1958؛ هذا الكتاب قدمه الزعيم الشيوعي السوداني عبد الخالق محجوب.
- أغاني الزاحفين كتاب شعر بالتعاون مع نجيب سرور، مجاهد عبد المنعم وكمال عمار.
- ترجم جيلي من الروسية إلى العربية لشعراء روس مختلفين مثل رسول غازاموتوف، غانكيز أتانموف، أيان كانيباق وغيرهم.
- بوبات المدن الصفراء، (كتاب شعر نشر بعد وفاة جيلي في مصر من قبل المؤسسة العامة المصرية للكتاب.
- الطير المغبون، لم تنشر بعد.
- الحريق وأحلام البلابل لم تنشر بعد.